# Pardosa valens
Pardosa valens este o specie de păianjeni din genul Pardosa, familia Lycosidae, descrisă de Barnes, 1959. Conform Catalogue of Life specia Pardosa valens nu are subspecii cunoscute.